# Euphorbia gracillima
Euphorbia gracillima là một loài thực vật có hoa trong họ Đại kích. Loài này được S.Watson mô tả khoa học đầu tiên năm 1886.